# Rachel McKendry
Rachel Anne McKendry (1973- ) est une chimiste britannique qui effectue des recherches sur les nanotechnologies et particulièrement en lien avec les télécommunications, les mégadonnées, les maladies infectieuses et la santé publique. Elle s'intéresse aux systèmes d'alerte précoce pour les épidémies ou maladies transmissibles, basés sur l'intelligence artificielle et utilisant les réseaux sociaux ou la téléphonie mobile.

## Formation
Rachel McKendry obtient son diplôme de chimie de l'université de Durham en 1994, puis elle obtient son doctorat à l'université de Cambridge en 1999 avec sa thèse Chemical force microscopy.

## Carrière et recherches
Rachel McKendry commence par travailler comme chercheuse postdoctoral au Laboratoire de recherches d'IBM à Zurich (Suisse) puis retourne au Royaume-Uni à l'Université College de Londres. Elle y reçoit une bourse de recherche Dorothy Hodgkin de la Royal Society.
Elle dirige une équipe de recherche interdisciplinaire à l'intersection de la nanotechnologie, des télécommunications, des Big data, des maladies infectieuses et de la santé publique. En 2015, elle présente un Tedx Talk à Exeter sur "L'avenir numérique de la santé publique", dans lequel elle discute des systèmes d'alerte précoce des épidémies - du Syndrome respiratoire aigu sévère ( SRAS) à Ebola - en cours de développement sur le modèle de Google Flu Trends, basé sur des données sociales anonymisées, les conversations de milliards d'utilisateurs de smartphones et d'autres appareils numériques dans le monde.
Ses domaines de recherche comprennent des matériaux quantiques nanodiamants (en)pour la détection ultrasensible des virus, des nanocapteurs en porte-à-faux pour la détection phénotypique de la résistance aux antimicrobiens, et un apprentissage approfondi pour soutenir l'assurance qualité et l'aide à la décision des tests rapides sur le terrain. Rachel McKendry dirige également un examen des technologies numériques dans la réponse mondiale de la santé publique au COVID-19.
Rachel McKendry est directrice chez i-Sense, une large collaboration de recherche interdisciplinaire créée en 2013 pour développer des systèmes de détection d'alerte précoce des maladies infectieuses financée par le britannique Conseil de recherche en ingénierie et en sciences physiques (en).
En 2014, elle est la lauréate du prix Rosalind-Franklin pour « ses réalisations scientifiques, son aptitude en tant que modèle et pour sa proposition passionnante de lancer un concours national pour créer des applications de téléphonie mobile incitant les femmes à devenir des leaders dans les domaines des STEM ».
En juin 2021, elle cosigne dans Nature une publication scientifique de l'institut de nanotechnologies de l'University College de Londres (UCL) dans laquelle l'apprentissage profond et l’immunochromatographie sont utilisés pour améliorer les diagnostics de VIH dans des zones rurales d'Afrique du Sud,,,,.

## Reconnaissance
- 2009 : prix et médaille Clifford-Paterson de l'Institute of Physics[18].
- 2014 : Royal Society Wolfson Research Merit Award[19].
- 2014 : prix Rosalind-Franklin[20],[3].

## Publications
Rachel McKendry est l'auteur ou le coauteur de nombreux articles de recherches, dont :
- (en) avec V. Turbé, C. Herbst, T. Mngomezulu. et al., (2021) Deep learning of HIV field-based rapid tests, dans Nature Medicine 27, 1165–1170 [lire en ligne (page consultée le 9.1.2022)]
- (en) avec G. Rees, I. J. Cox, A. Johnson, M. Edelstein, A. Eland et M.M. Stevens, Share mobile and social-media data to curb COVID-19, dans Nature, 580(7801), 29, 2020
- (en) avec Joseph W. Ndieyira, Natascha Kappeler, Stephen Logan, Matthew A. Cooper, Chris Abell, Gabriel Aeppli, Surface-stress sensors for rapid and ultrasensitive detection of active free drugs in human serum, dans Nature nanotechnology 9, no. 3, 2014, pp. 225-232.
- (en) avec Natascha Kappeler, Good vibrations for bad bacteria, dans Nature Nanotechnology 8, 483–484, 2013 Lire en ligne